# 징후 철로

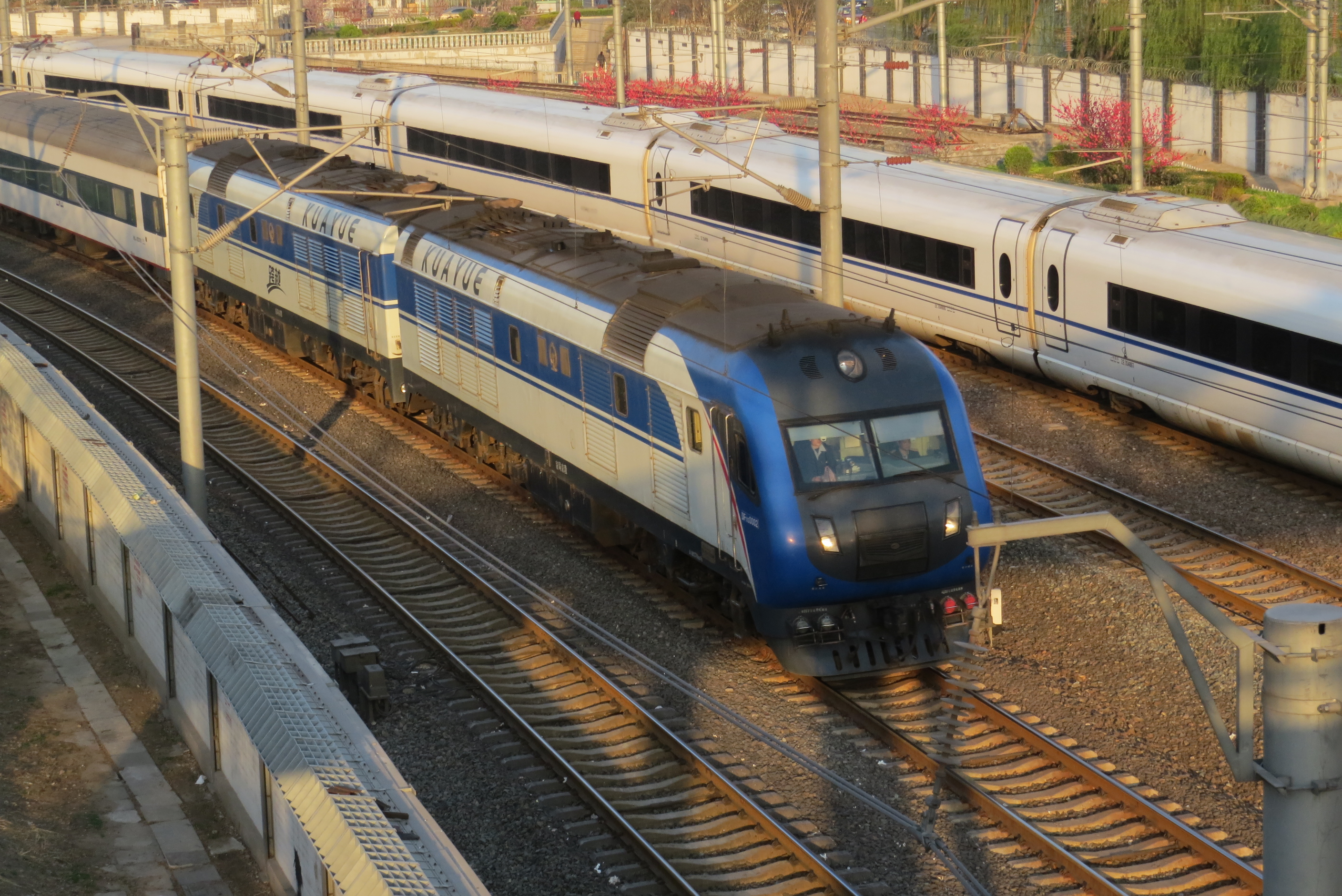

징후 철로(중국어 간체자: 京沪铁路, 정체자: 京滬鐵路)는 중국 베이징의 베이징 남역에서 상하이에 이르는 철도 노선이다. 전체길이 1,462km로, 톈진, 허베이성, 산둥성, 안후이성, 장쑤성을 지나간다. 京은 수도 베이징을, 滬는 상하이를 의미한다.
베이징 남역, 톈진, 지난, 쑤저우, 난징, 상하이 등에는 장거리 특별 쾌속열차, T-특쾌가 정차한다. 베이징 남역 - 톈진 간은 삼선이고, 톈진 - 상하이 구간은 복선으로 되어 있다. 궤간은 표준궤이며 전구간이 교류 25kV 50Hz 가공전차선방식(架空電車線方式)으로 전철화되어 있다. 전구간이 지상 구간이다.
현재, 직행의 Z-21(베이징 남역 출발-상하이 도착), Z-22(상하이 출발-베이징 남역 도착)가 야간 운행되고 있고, 번잡한 철도망 해소를 위해, 베이징 - 상하이 고속철도의 건설이 2010년에 착공되었다.

## 연혁
징후선은 세 개의 구간으로 이루어져 있다. 이들 세 개 노선은 중국에서는 가장 빠른 시기인 1910년 이전에 건설되었다.
- 첫 번째 구간, 베이징 역 - 톈진 구간은 징하 선과 노선이 중복된다.
- 두 번째 구간, 톈진(天津) - 푸커우(浦口)는 이전에 톈진-푸커우 선 또는 진푸선(津浦线)이라고 불렸다.
- 세 번째 구간, 난징 - 상하이 구간은 후닝 선(沪宁线)이라고 불렸다. 난징이 수도였던 1927년부터 1949년까지는 이 구간을 징후 철로라고 불렀다. 두 번째 구간과 세 번째 구간은 1968년 난징대교의 개통으로 연결되었다.[1] 이로써 전체 구간을 징후 철로라고 부르게 되었다. 난징대교 건설 전에는 기차를 배에 싣고 이동하였다. 난징대교는 푸커우와 샤관을 연결한다.

## 개요
베이징 - 광저우의 징광선과 마찬가지로, 이 철로는 베이징 - 상하이 간을 연결하는 중국의 주요 노선이며, 중국에서 가장 혼잡한 철도 노선 중 하나이다. 베이징-톈진은 상하이 등으로 가는 열차와 북한의 평양, 러시아의 모스크바 등 여러 도시로 가는 열차가 모이는 구간이다. 쉬저우에서 룽하이 철로와 교차한다.

## 같이 보기
- 징후 고속공로